# August Kreyenkamp
August Kreyenkamp (* 17. November 1875 in Telgte; † 1950 in Bad Breisig) war ein deutscher Fotograf.

## Leben
Kreyenkamp studierte ab 1895 Malerei an der Kunstakademie Düsseldorf. 1899 zog er nach Köln, ab 1907 arbeitete er hier als selbstständiger Fotograf. In Köln fotografierte er hauptsächlich im Auftrag der Städtischen Museen und der Kölner Werkschulen. Seine Fotografien waren von Straßenszenen geprägt. Neben Städtebildern und Landschaftsfotos war Kreyenkamp auch als wissenschaftlicher Fotograf tätig: So wurde er im Ersten Weltkrieg an das Bürgerhospital in Köln kommandiert, wo er Operationen kriegsverletzter Soldaten zumeist in Stereoskopie-Fotos dokumentierte. Daneben war er im Bereich der Himmelsfotografie und in der Mikroskopie-Fotografie tätig. 1926 unternahm er eine Foto-Reise durch Sizilien und Italien. Kreyenberg wurde mit zahlreichen Preisen ausgezeichnet. So erhielt er 1931 auf der Internationalen Ausstellung „Das Lichtbild“ in Essen eine Goldmedaille.
1937 trat Kreyenkamp in die NSDAP ein, was ihm weiter Aufträge öffentlicher Institutionen sicherte. Fotos von August Kreyenkamp waren auf der 1936 stattfindenden Ausstellung „Film und Foto“ in Düsseldorf sowie 1942 in der Ausstellung „Unser Köln“ zu sehen.
Kreyenkamp war Mitglied in der Gesellschaft Deutscher Lichtbildner (G.D.L.) und war Mitbegründer der Vereinigung der Sternfreunde Köln.
Der Großteil der Glasplattensammlung Kreyenkamps gelangte in den 1990er Jahren in den Besitz des Rheinischen Bildarchivs.

## Ausstellungen
- 1937: Das klassische Italien, Kunstgewerbemuseum Köln[4]
- 1938: Römische Ansichten, Kunstgewerbemuseum Köln[5]

## Veröffentlichungen
- Gestern früh... ...da die Sonne nur „halb“ schien. Die Sonnenfinisternis des 19. Juni in Wort und Bild geschildert. In: Der neue Tag. 20. Juni 1936, S. 4 (Digitalisat).